# 鉄砲玉
鉄砲玉（てっぽうだま）とは、一度行ったきりで戻ってこない人間のこと。転じて、そのような役割を果たす者。

## 概要
日本のヤクザ社会において、所属する組織にとって敵対する者を暗殺する実行犯、または相手に殺されることにより抗争のきっかけを作る役割のことを指すヤクザ用語である。
近年では敵対組織へのヒットマンを意味することが多い。アメリカの犯罪用語では「ワン・ウェイ・チケット」とも呼ばれている

## 主な人物
実在の人物では、山口組が九州へ侵出するきっかけとなった博多事件で殺害された夜桜銀次こと平尾国人が有名。
ヒットマン型鉄砲玉としては、第三次大阪戦争のきっかけとなった京都クラブ「ベラミ」で山口組三代目組長田岡一雄を狙撃した鳴海清が有名。
政治家の暗殺においてはジョン・F・ケネディを暗殺したリー・ハーヴェイ・オズワルド、源実朝を暗殺した源頼家の子の公暁など、暗殺実行後に口封じのために逆に殺される例もある。

## 鉄砲玉の高齢化
鉄砲玉といえども必ずしも返り討ちに遭うわけではなく、後日、警察署に出頭して無傷のまま収監されるケースも少なくない。組織の威厳を守るために自ら進んで行う刑務所務めは、かつて暴力団の若手組員にとって出世コースの一つであったが、有期懲役の上限が20年から30年に引き上げられ、無期懲役も簡単に仮出所が望めない状況になると、老人になるまで出所できないケースも考えられるようになり、次第に魅力のあるものではなくなった。2019年に発生した鉄砲玉による殺人事件では、主犯の男の年齢が68歳と高齢であり、残りの人生すべてを刑務所で過ごすことがほぼ確実（事実上の終身刑）な状況であったことが話題となった。実際に男は裁判の開始前、事件発生後1年余りで病死している。

## 鉄砲玉への保障・報酬
刑務所に入っている期間は、所属している組が家族の生活を保障する例もあるが確実なものではない。組が解散した場合や財政状況によっては反故になることもある。
出所時には、出所祝いとしてそれなりの報酬を渡されるケースもあるが、暴力団対策法の施行後は、警察が組長らに対して出所祝いとして金品を渡すことを禁止する命令を出す例が見られている。

## 鉄砲玉をモチーフにした作品
- 『鉄砲玉の美学』（1973年の映画）